# Cladostigma
Cladostigma je rod slakovki smješten u tribus Cresseae, dio potporodice  Convolvuloideae. Sastoji se od 3 vrste grmova rasprostranjenih po sjeveroistočnoj Africi i Arapskom poluotoku (Jemen). 
Tipična vrsta je Cladostigma dioicum. Rod je opisan u Abhandlungen herausgegeben vom Naturwissenschaftlichen Vereins zu Bremen 8: 412. 1883.

## Vrste
1. Cladostigma dioicum Radlk.
2. Cladostigma hildebrandtioides Hallier f.
3. Cladostigma nigistiae Sebsebe; etiopski endem